# Semiothisa inoptata
Semiothisa inoptata är en fjärilsart som beskrevs av Walker 1861. Semiothisa inoptata ingår i släktet Semiothisa och familjen mätare. Inga underarter finns listade i Catalogue of Life.